# غورغشتی
غورغشتی (به انگلیسی: Ghorghushti) یک منطقهٔ مسکونی در پاکستان است که در ناحیه اتک واقع شده‌است. غورغشتی ۳۷ کیلومتر مربع مساحت و ۴۰٬۰۰۰–۵۰٬۰۰۰ نفر جمعیت دارد.